# عرب ساحل العاج
قدر عدد سكان ساحل العاج العرب بأكثر من 100 ألف شخص عام 2009. معظمهم مهاجرون سابقون أو عائلات من التجار الذين ينحدرون من دول الشرق الأوسط وشمال أفريقيا.

## التاريخ

### أعمال شغب ضد العرب
في عام 2004 قامت منظمة شبان أبيدجان الوطنيين بنهب ممتلكات الرعايا الأجانب في أبيدجان ودعت للعنف ضد البيض وغير العاجيين في الإذاعة والتلفاز بعد أن نفذت سيطرتها وجاءت عمليات العنف والضرب والقتل للمغرتبين البيض واللبنانيين وأدت إلى هجرة الآلاف من البيض والعرب المقيمين والمواطنين. وواجهت هذه الهجمات إدانة دولية.